# Harpesaurus
Genre
Harpesaurus est un genre de sauriens de la famille des Agamidae.

## Répartition
Les cinq espèces de ce genre se rencontrent en Asie du Sud-Est.

## Liste des espèces
Selon The Reptile Database (13 janvier 2016) :
- Harpesaurus beccarii Doria, 1888
- Harpesaurus borneensis (Mertens, 1924)
- Harpesaurus ensicauda Werner, 1913
- Harpesaurus modiglianii Vinciguerra, 1933
- Harpesaurus tricinctus (Duméril, 1851)

## Publication originale
- Boulenger, 1885 : Catalogue of the lizards in the British Museum (Natural History) I. Geckonidae, Eublepharidae, Uroplatidae, Pygopodidae, Agamidae, Second edition, London, vol. 1, p. 1-436 (texte intégral).